# Akinori Nishizawa
Pour les articles homonymes, voir Nishizawa.
 (mai 2025).
Si vous disposez d'ouvrages ou d'articles de référence ou si vous connaissez des sites web de qualité traitant du thème abordé ici, merci de compléter l'article en donnant les références utiles à sa vérifiabilité et en les liant à la section « Notes et références ».
Akinori Nishizawa (西澤 明訓, Nishizawa Akinori, 18 juin 1976) à Shizuoka, est un footballeur international japonais.

## Biographie
En tant qu’attaquant, il est international japonais à 29 reprises (1997-2002) pour 11 buts.
Il participe à la Coupe d’Asie 2000. Il est remplaçant contre l’Arabie saoudite, titulaire contre l’Ouzbékistan (3 buts à 14e, 24e et 49e minute). En tant que remplaçant contre le Qatar, il inscrit le but égalisateur, à la 61e minute, permettant le match nul (1-1). Titulaire en quarts contre l’Irak, il récolte un carton jaune. Titulaire contre la Chine, il inscrit deux buts permettant de gagner le match 3 buts à 2 en demi-finale (53e et 61e minute). En finale, il est titulaire contre l’Arabie saoudite, et remporte le titre de champion d’Asie 2000. Il finit avec 6 buts dans ce tournoi, un des deux meilleurs buteurs du tournoi, avec le Sud-Coréen Lee Dong-gook.
Il participe à la Coupe des confédérations 2001. Il est titulaire contre le Canada, et inscrit un but à la 60e minute. Il est aussi titulaire contre le Cameroun, mais ne joua pas contre le Brésil. Il est titulaire en demi, contre l’Australie et aussi en finale, mais perd contre la France. Il est finaliste de la Coupe des confédérations 2001.
Il participe à la Coupe du monde 2002, à domicile. Il ne joue pas contre la Tunisie, ni contre la Russie, ni contre la Belgique. Il est titulaire contre la Turquie, en huitième de finale. Le Japon perd et est éliminé du tournoi.
Il a joué dans deux clubs japonais (Cerezo Ōsaka et Shimizu S-Pulse), un club espagnol (Espanyol Barcelone), un club hollandais (FC Volendam) et un club anglais (Bolton Wanderers FC). 
Ses expériences en Europe ne furent pas des succès jouant peu voire pas de matchs. Au Japon, il fut seulement finaliste de la Coupe du Japon en 2003 et finaliste en 2008 de la Coupe de la Ligue japonaise de football.

## Palmarès
- Coupe des confédérations
  - Finaliste en 2001
- Coupe d'Asie des nations de football
  - Vainqueur en 2000
- Championnat du Japon de football D2
  - Vice-champion en 2002
- Coupe du Japon de football
  - Finaliste en 2003
- Coupe de la Ligue japonaise de football
  - Finaliste en 2008